# 黒井戸殺し
『黒井戸殺し』（くろいどごろし）は、2018年4月14日20:00 - 23:10にフジテレビ系列で放送された日本のスペシャルテレビドラマ。
アガサ・クリスティ6作目の長編小説でエルキュール・ポアロシリーズ3作目の『アクロイド殺し』を、三谷幸喜の脚本により日本で初めて映像化。設定を日本に移し、1952年（昭和27年）の片田舎・殿里村を舞台に主人公の名探偵・勝呂武尊が村一番の富豪・黒井戸禄助の殺害事件の真相を追う。「ミステリーの女王」と称されるクリスティに敬意を表し、設定を日本に変更した以外は可能なかぎり原作に忠実に脚色している。
フジテレビ開局55周年特別企画として2015年に放送された『オリエント急行殺人事件』に続く三谷によるクリスティ作品の映像化であり、『オリエント急行殺人事件』と同じく主人公の名探偵・勝呂武尊役を野村萬斎が演じる。

## あらすじ
昭和27年（1952年）、日本の片田舎・殿里村で未亡人の唐津佐奈子（吉田羊）が死亡しているのが発見され、医師・柴平祐（大泉洋）は検死のために唐津邸を訪れる。佐奈子は一年前から夫を毒殺した疑惑を抱かれており、柴の姉・カナ（斉藤由貴）は佐奈子が夫殺害の罪にさいなまれ自殺したと推測する。
柴の親友である富豪・黒井戸禄助（遠藤憲一）は佐奈子に結婚を申し込んでいたため、佐奈子の死にショックを受ける。黒井戸は、姪・花子（松岡茉優）、義妹・満つる（草刈民代）、秘書・冷泉茂一（寺脇康文）、旧友・蘭堂吾郎（今井朋彦）らと食事をした後、柴に「佐奈子が夫殺しの件である男に脅されていると話していた」と明かす。そこへ佐奈子が生前に郵送していた遺書が届く。黒井戸から一人で遺書を読みたいと言われた柴は屋敷を出るが、そこで見知らぬ復員服の男（和田正人）とすれ違い、不審に思いながら帰宅する。
その晩、柴の自宅に電話がかかってくる。それは黒井戸家の執事・袴田（藤井隆）からの電話で、黒井戸が殺害されたという。柴が慌てて黒井戸邸に駆け付け、黒井戸の書斎に入ったところ、室内では黒井戸が背中を刺されて死んでいた。やがて刑事・袖丈（佐藤二朗）が到着し、捜査を開始する。
女中頭・来山恒子（余貴美子）が黒井戸の義理の息子・兵藤春夫（向井理）を村で見かけたと証言し、春夫に疑いがかかる。春夫の婚約者である花子は疑惑を晴らそうと、柴家の隣に引っ越してきた不思議な探偵・勝呂武尊（野村萬斎）に事件の捜査を依頼する。

## 登場人物
勝呂武尊（すぐろ たける）
演 - 野村萬斎
名探偵。半年前から殿里村に引っ越し、カボチャの栽培をしている。探偵業は既に引退しているが、村での暮らしに退屈していたことから事件解決の依頼を快く引き受ける。鍋焼きうどんとカレーライスが大好物。
原作のエルキュール・ポアロに相当する。
柴平祐（しば へいすけ）
演 - 大泉洋
勝呂の隣人で、村で唯一の医師。元小説家志望で事件の顛末を小説としてまとめている。勝呂からは「シャーロック・ホームズのワトソン」の役割を求められ、行動を共にする。
原作のジェイムズ・シェパードに相当するが、他の原作にも登場するポアロの相棒、アーサー・ヘイスティングスの要素も加味されている。
兵藤春夫（ひょうどう はるお）
演 - 向井理
黒井戸禄助の義理の息子。金にだらしがなく、東京に出稼ぎに出ている。柴には幼少期から面倒を見てもらっている。事件前に村に戻ってきたものの、そのまま姿を消している。
原作のラルフ・ペイトンに相当する。
黒井戸花子（くろいど はなこ）
演 - 松岡茉優
黒井戸禄助の姪。春夫と婚約したばかりだが、不穏な空気を漂わせている。
原作のフローラ・アクロイドに相当する。
本多明日香（ほんだ あすか）
演 - 秋元才加
黒井戸家の女中。事件当日に辞めている。
原作のアーシュラ・ボーンに相当する。
茶川健造（ちゃがわ けんぞう）
演 - 和田正人
復員服姿の謎の男。事件当日に目撃されている。
原作のチャールズ・ケントに相当する。
冷泉茂一（れいぜい もいち）
演 - 寺脇康文
黒井戸の秘書。推理小説マニア。
原作のジェフリー・レイモンドに相当する。
袴田次郎（はかまだ じろう）
演 - 藤井隆
黒井戸家の執事。立ち聞きする癖があり、柴には警戒されている。
原作のジョン・パーカーに相当する。
蘭堂吾郎（らんどう ごろう）
演 - 今井朋彦
黒井戸禄助の旧友。作家。女癖が悪いとの噂があり、柴には快く思われていない。
原作のヘクター・ブラントに相当する。
唐津佐奈子（からつ さなこ）
演 - 吉田羊
未亡人。黒井戸禄助の婚約者。事件前に自殺している。
原作のフェラーズ夫人に相当する。
鱧瀬（はもせ）
演 - 浅野和之
黒井戸家と唐津家の顧問弁護士。
原作のハモンドに相当する。
袖丈幸四郎（そでたけ こうしろう）
演 - 佐藤二朗
警部。勝呂の評判を聞き及んでおり、捜査協力を歓迎する。
原作のラグラン警部に相当する。
黒井戸満つる（くろいど みつる）
演 - 草刈民代
黒井戸禄助の義妹で花子の母。金に汚く、黒井戸の財産分を気にかけている。
原作のセシル・アクロイド夫人に相当する。
来仙恒子（らいせん つねこ）
演 - 余貴美子
黒井戸家の女中頭。愛想が無く、不審な行動が目立つ。
原作のエリザベス・ラッセルに相当する。
柴カナ（しば カナ）
演 - 斉藤由貴
柴医師の姉。大の噂好きで独自の情報網がある。
原作のキャロライン・シェパードに相当する。
黒井戸禄助（くろいど ろくすけ）
演 - 遠藤憲一
富豪。村の名士。佐奈子の死にショックを受けていた。
原作のロジャー・アクロイドに相当する。
他
演 - 春海四方、大地洋輔、松田陸、原田文明、木下貴夫、岩田丸、吉本恒生、堀内充治、大矢晃弘

## スタッフ
- 原作 - アガサ・クリスティー『アクロイド殺し』
- 脚本 - 三谷幸喜
- 演出 - 城宝秀則
- 音楽 - 住友紀人
- 劇中曲 - Sunny Clapp「Girl of My Dreams」
- 翻訳参考 - 羽田詩津子『アクロイド殺し』（ハヤカワ文庫）
- アドバイザー - 町田暁雄
- 時代考証 - 天野隆子
- スタントコーディネート - 釼持誠
- 助監督 - 村谷嘉則
- VFXスーパーバイザー - 石井教雄
- CG - オムニバス・ジャパン
- ロケ協力 - 桑名市、桑名フィルムコミッション、六華苑、静岡市、旧マッケンジー邸（静岡市）、小田原市、藤枝市、富士すそのフィルムコミッション、裾野市（下和田芝畑、依京寺、須山十二神社）、御殿場市フィルムコミッション、ロケーション御殿場、ロケ応援団!富士宮、大井川鐵道、茅ヶ崎市（旧南湖院）
- 技術協力 - バスク
- 美術協力 - フジアール
- スタジオ - 東映東京撮影所
- プロデューサー - 渡辺恒也（フジテレビ）、橋本芙美（共同テレビ）、貸川聡子（共同テレビ）
- 協力 - Agatha Christie Limited
  - 総指揮 - Basi Akpabio、Leo Dezoysa
  - 日本国内エージェント - 甲斐美代子
- 制作協力 - 共同テレビ
- 制作著作 - フジテレビ